# エスタディオ・シダーデ・デ・バルセロス
エスタディオ・シダーデ・デ・バルセロス（Estádio Cidade de Barcelos）は、ポルトガル・バルセロスにある多目的スタジアム。収容人数は12,374人。ジル・ヴィセンテFCが本拠地としている。
2004年に完成。こけら落しはジル・ヴィセンテとウルグアイのナシオナル・モンテビデオの親善試合で、ナシオナルが2-1で勝利した。2006年のUEFA U-21欧州選手権では2試合が行われた。